# بخش شلون-آن-شامپین
بخش شلون-آن-شامپین (به فرانسوی: Arrondissement de Châlons-en-Champagne) یک بخش در فرانسه است که در مرن واقع شده‌است.